# Dresdner Volksbank Raiffeisenbank
Die Dresdner Volksbank Raiffeisenbank eG war eine deutsche Genossenschaftsbank mit Sitz in Dresden (Sachsen).

## Geschichte
Vorläuferin der Bank war die im August 1905 in Dresden-Stetzsch gegründete erste Gärtner-Genossenschaftsbank Sachsens. 1910 galt i. d. R. als Gründungsdatum der Dresdner Volksbank. 1945 wurden zunächst alle Banken auf Befehl der Sowjetischen Militäradministration in Deutschland (SMAD) geschlossen. Die Wiederaufnahme der Geschäftstätigkeit von Genossenschaftsbanken wurde ab 1946 wieder gestattet.
Ab 1990 firmiert die Genossenschaftskasse wieder als Volksbank Dresden eG. Später führte sie den Namen Dresdner Volksbank Raiffeisenbank eG.
Am 4. August 2017 fusionierte die Dresdner Volksbank Raiffeisenbank eG mit der Volksbank Bautzen eG zur Volksbank Dresden-Bautzen eG.

## Rechtsgrundlagen
Rechtsgrundlagen der Bank waren ihre Satzung  und das Genossenschaftsgesetz. Die Organe der Genossenschaftsbank waren der Vorstand, der Aufsichtsrat und die Vertreterversammlung. Die Bank war der Sicherungseinrichtung des Bundesverbandes der Deutschen Volksbanken und Raiffeisenbanken e.V. angeschlossen, die aus dem Garantiefonds und dem Garantieverbund besteht.

## Niederlassungen
Die Dresdner Volksbank Raiffeisenbank eG unterhielt zwanzig Standorte. Der Hauptsitz in Dresden befand sich in der Villa Eschebach in unmittelbarer Nähe zum Albertplatz.